# Presidencia de Néstor Kirchner
La presidencia de Néstor Kirchner fue un período comprendido entre el 25 de mayo de 2003, fecha en la que asumió como presidente de la Nación Argentina, y el 10 de diciembre de 2007, fecha en que terminó su mandato y asumió Cristina Fernández de Kirchner. Fue un gobierno calificado como de centroizquierda.

## Política económica
La política económica del Gobierno de Kirchner continuó los lineamientos establecidos por Lavagna bajo la presidencia de Duhalde, manteniendo la devaluación de la moneda mediante una fuerte participación del Banco Central en la compra de divisas, impulsando mediante las exportaciones un crecimiento económico con tasas del PBI cercanas al 10%. En 2004, apenas un par de meses de asumido Néstor Kirchner, el Banco Central decidió incorporar a las prácticamente nulas reservas oficiales unas 55 toneladas de oro, en lo que fue la mayor incorporación de metálico desde 1960. Tras la salida de la crisis de 2001 que marco el fin del régimen de Fernando de la Rúa, con una fuerte recesión y picos históricos de pobreza y desocupación, se logró una importante recuperación económica y social. Durante el gobierno de Kirchner (2003-2007), la pobreza pasó del 62% al 35%; la desocupación, del 19,7% al 8,5%; y el Producto Bruto Interno (PBI) creció a tasas de entre el 8% y el 9% interanual. La deuda pública durante la gestión de Néstor Kirchner había llegado a su pico entre fines de 2001 y principios de 2002, con una relación deuda/PBI del 166%, tuvo un fuerte descenso hasta alcanzar menos del 40 por ciento.
| Año  | Crecimiento del PIB |
| ---- | ------------------- |
| 2003 | 8,8%                |
| 2004 | 9,0%                |
| 2005 | 9,2%                |
| 2006 | 8,4%                |
| 2007 | 8,0%                |

En el período 2003–2007, la industria argentina creció a un promedio anual del 10,3% en términos del Índice de Volumen Físico (IVF). Los bancos otra vez ganaron depósitos: pasaron de 114 462 millones de dólares en diciembre de 2004 a 169 729 millones en diciembre de 2006, lo que implica un crecimiento de más del 48%.
En 2004 se aprueba el proyecto nacional de promoción del turismo, norma con la que el Poder Ejecutivo procura generar un marco general para el desarrollo y el fomento de las actividades del sector, creando incentivos y atractivos para sus visitantes y residentes. El turismo receptivo representó en 2004 el 1,6% del PBI (superando el 1,4% del 2002 y el 1% promedio de la década pasada)". En 2004 ingresaron 3.4 millones de turistas a Argentina. Para el año 2006, ingresó un total de 4,1 millones de turistas internacionales, de los cuales el 60% provienen de países limítrofes. Para 2007 habían llegado más de 5,3 millones de turistas, batiendo el récord histórico de llegadas internacionales.

### Deuda externa
La deuda de Argentina alcanzó en 2001 uno de los escenarios más críticos en su historia, ubicándose en 138 % del PIB que Néstor Kirchner se caracterizó por negociar dos de las más grandes deudas argentinas, restructurando una de ellas en 93 por ciento de su total y, una quita de más del 60 por ciento del capital.
Durante el Gobierno de Kirchner, Argentina y el Fondo Monetario Internacional mantuvieron una relación tirante. Al igual que Brasil, una de las principales medidas de su gestión fue cancelar por anticipado la totalidad de la deuda con este organismo internacional por un monto de 9810 millones de dólares. El objetivo declarado de ambos Gobiernos fue terminar con la sujeción de las respectivas políticas económicas nacionales a las indicaciones del FMI.
Durante el año 2005 se realizó el canje de la deuda, que iniciaba las renegociaciones por los bonos que habían quedado en defecto desde 2001. Con la crisis de diciembre de 2001, la Argentina había entrado en suspensión de pagos (default) de su deuda externa. Este default ha sido el más largo de la historia financiera moderna, e implica fundamentalmente la cesación de pagos de capital e intereses de los títulos de deuda pública emitidos por el Estado (deuda soberana). A fines de 2004, la deuda externa total alcanzaba los 178 000 millones de dólares. Durante 2003, el Gobierno de Néstor Kirchner logró negociar una reprogramación de las obligaciones con los organismos financieros multilaterales (Fondo Monetario Internacional, Banco Mundial, Banco Interamericano de Desarrollo y otros menores) en lo que se llamó el canje de la deuda argentina, obteniendo el 75 % de quita de deuda, el mayor porcentaje de quita en la historia económica internacional. Se reestructuraron deudas por un valor equivalente a 62 500 millones de dólares de valor nominal, canjeadas por nuevos títulos por un valor nominal equivalente a 35 300 millones de dólares. Como consecuencia de la reestructuración, el componente en pesos de la deuda pasó del 3 al 37 %.

#### Canje de 2005
El 22 de septiembre de 2003, el presidente Néstor Kirchner propuso una quita promedio del 75 % del valor de la deuda con los tenedores de bonos argentinos, que ascendía a 94 302 millones de dólares. Según la propuesta presentada por Roberto Lavagna (ministro de Economía) y Guillermo Nielsen (secretario de Finanzas), los acreedores privados podrían escoger entre tres bonos:
- el bono Par (con mayores plazos de vencimiento y sin reducción o con una pequeña reducción de su valor de capital);
- el bono C (que requeriría un aporte de fondos); y
- el bono Descuento (con una reducción del valor nominal).

Los nuevos títulos se podrían consolidar en dólares, euros, yenes o pesos indexados.
El plan de reestructuración no incluía a la deuda emitida después del default, entre ella los distintos tipos de BODEN. Estos bonos habían sido entregados a jubilados, trabajadores estatales y a ahorristas que habían aceptado esos bonos a cambio de los depósitos que estaban retenidos por el «corralito» bancario.
Sin embargo, esta propuesta inicial fue rechazada por los bonistas locales.
El 1 de junio de 2004 el Gobierno anunció la «Propuesta de Buenos Aires» para reestructurar los pagos de la deuda. El 14 de enero de 2005 se lanzó oficialmente la operación de canje de la deuda en default.
A cambio de los títulos en mora, el Gobierno argentino ofrecía tres nuevos bonos:
- el bono Par (que no implicaba quita del capital original adeudado) pagaría un interés inicial del 1.33 % que subiría progresivamente hasta alcanzar el 5.25 % a los 25 años de su emisión, y tendría un plazo de 33 años (vencimiento año 2038);
- el bono Cuasi Par (que incluía una reducción del 30.1 % del capital) pagaría un interés del 3.31 % más un coeficiente ligado al índice de precios al consumidor y tendría un plazo de 30 años; y
- el bono Descuento (que implicaría una quita del 66.3 %) pagaría el mayor interés, 8.28 %, y tendría un plazo de 28 años (con vencimiento en el año 2033).

Los bonos ofrecían además una compensación adicional, ligada al crecimiento del producto interno bruto. El plazo para la recepción de las expresiones de interés finalizó el 25 de febrero de 2005; el nivel de aceptación alcanzado permitió renegociar aproximadamente el 76.15 % del monto adeudado. Se reestructuraron deudas por un valor equivalente a 62 500 millones de dólares de valor nominal, canjeadas por nuevos títulos por un valor nominal equivalente a 35 300 millones de dólares (15 000 millones en títulos Par, 11.9 000 millones en títulos Discount, y 24.3 000 millones de pesos argentinos en títulos Cuasi Par); además, como consecuencia de la reestructuración, el componente en pesos de la deuda pasó del 3 al 37 %.
Los principales acreedores de los títulos en mora eran argentinos, con 38.4 % del total. Después se ubicaban los italianos con el 15.6 %, los suizos con el 10.3 % y los estadounidenses, con el 9.1 %. Por el monto y la cantidad de títulos involucrados (152 bonos distintos emitidos originalmente en dólares, euros, yenes, francos suizos, libras esterlinas y pesos argentinos), se consideraba que esta era la operación más importante de la historia financiera mundial.

#### Cancelación de deuda con FMI y gobierno de España
En un discurso ante la Asamblea General de las Naciones Unidas en 2004, el entonces presidente Néstor Kirchner dijo:

Se hace necesario un urgente, fuerte y estructural rediseño del FMI para que pueda prevenir crisis y ayudar a su solución, cambiando el rumbo que lo llevó de prestamista de fomento a acreedor con demanda de privilegios.
Néstor Kirchner

El 3 de enero de 2006, la Argentina dejó de tener deudas con el Fondo Monetario Internacional (FMI) concretando un pago anticipado de 9530 millones de dólares, un pasivo contraído entre enero y septiembre de 2001, con vencimientos programados hasta el 2009.
Después del traumático año 2002, todos los índices eran favorables al Gobierno: estabilidad cambiaria ($ 3 a 1 USD), crecimiento continuo en las reservas internacionales, baja en los indicadores de desempleo y pobreza, etc. Las reservas del BCRA finalizaron ese año con un aumento de 4000 millones de dólares. Es decir, de 28 078 millones de dólares, las reservas del Banco Central descendieron a 18 580 millones y finalizaron el año con 32 037 millones.

### Política industrial
En el período 2003–2007, la industria argentina creció a un promedio anual del 10,3 % en términos del Índice de Volumen Físico (IVF), acompañando la dinámica de la economía en su conjunto. La persistencia del avance del sector manufacturero constituye una característica que sobresale en relación con otros períodos de crecimiento industrial. Mientras que en plena crisis la tasa de inversión era del 11 %, en el 2007 superó el 23 % del PBI. La inversión pública creció a tasas anuales superiores al 50 por ciento y el 2008 batió récords en materia de porcentaje de PBI en inversión pública.
En julio de 2004 se firmó un acta compromiso con el gobierno de Venezuela para reflotar el astillero y en 2005 fue firmado el contrato que estableció la construcción de dos buques de 47 mil toneladas cada uno. El contrato inicial fue de un monto de 112 millones de dólares y el primer bloque se montó en la Grada 1 del ARS, el 18 de enero de 2008. Gracias a los contratos firmados con Venezuela para la construcción de buques petroleros, el astillero pudo ser reactivado, lo implicó la incorporación inmediata de 250 nuevos operarios (entre soldadores y caldereros).
En marzo de 2006, se botó el Madrisa, un buque carguero, llamado técnicamente bulk carrier, construido para un armador alemán. Luego, se comenzó a construir un barco de similares características. En febrero de 2007 se botó el primero de una serie de cuatro buques tanqueros para Venezuela.
En la grada dos, se construyeron dos buques alemanes más. La tercera grada se previó construir una serie de 5 unidades de Patrulleros Oceánicos Multipropósito (POM). Además de doce barcazas para transportar carga a granel. El 18 de enero de 2008 comenzaron los trabajos de construcción del primer bloque del “Eva Perón”, uno de los dos petroleros contratados por Pdvsa. El "Eva Perón" se convirtió en el buque de doble casco más grande construido en Argentina en los últimos 30 años, y fue botado en 2012, por el entonces gobernador bonaerense Daniel Scioli, posee una capacidad de 47 000 toneladas de porte bruto (TPB).
Según un estudio de la cámara que agrupa a las empresas del sector minero de los aproximadamente 1200 millones de dólares invertidos en 2006 se pasó a más de 2500 millones en el 2007.
Entre 2002 y 2006 las exportaciones argentinas crecieron cerca del 80 %.
| 2007. Exportaciones a | 2007. Exportaciones a | 2007. Importaciones de | 2007. Importaciones de |
| País                  | Porcentaje            | País                   | Porcentaje             |
| --------------------- | --------------------- | ---------------------- | ---------------------- |
| Brasil                | 18,78%                | Brasil                 | 31,12%                 |
| China                 | 9,26%                 | Estados Unidos         | 13,69%                 |
| Chile                 | 7,11%                 | China                  | 10,26%                 |
| Estados Unidos        | 6,38%                 | Alemania               | 4,69%                  |

### Empleo
El desempeño productivo estuvo motorizado por la persistente mejora que presentaron el gasto doméstico privado (consumo e inversión) y las exportaciones. Las exportaciones argentinas se multiplicaron por más de cuatro veces, solo entre 2003 y 2006 crecieron cerca del 80%.
La tasa de desocupación fue descendiendo sin interrupciones con reducciones importantes, alcanzando niveles de un dígito. Cabe destacar que el mantenimiento de un tipo de cambio real competitivo y estable ha tenido un rol fundamental en la caída de la tasa de desempleo, debido a una mayor incorporación de mano de obra en la producción. Según un informe de la CEPAL (Comisión Económica para América Latina y el Caribe), entre 2003 y 2008 la Argentina contrajo la tasa de desempleo urbano abierto un 53,8%, y se ubicó tercera entre las naciones latinoamericanas con mayor eficacia en la reducción de la desocupación durante ese período. Desde 2003 se verificó un incremento exponencial en la cantidad de beneficiarios que participaban en las políticas activas de empleo y formación profesional que llevaba adelante el MTEySS. Se pasó desde apoyar a alrededor de 16 000 personas (en 2003) a más de 900 000 (en 2014): el incremento fue del 5700%. La estrategia fue poner en marcha a fines de 2003 el Plan Integral para la Promoción del Empleo "Más y Mejor Trabajo"
La creación de empleos para reducir la desigualdad social, a raíz de la pobreza fue una de las premisas del proceso iniciado por Néstor, que asumió el Gobierno de Argentina con una tasa de desempleo de 17,3 por ciento en 2003, para reducirla a 7,9 una vez culminó su periodo presidencial.

## Política social
Durante el punto más álgido de la crisis de 2001 Argentina vivió el empeoramiento dramático de todos los indicadores sociales. El desempleo alcanzó su récord histórico (18.3% en octubre de 2001 y 21.5% en mayo de 2002), y se incrementaron notablemente los niveles de pobreza e indigencia. Al momento de asumir Néstor Kirchner en mayo de 2003 la pobreza abarcaba a 54% y la indigencia a 27. Desde este contexto se propuso un amplio programa de desarrollo social con el objetivo de disminuir la agitación social y mejorar los indicadores sociales.
Diversos analistas catalogaron su gestión como de corte progresista, socialdemócrata y de centro izquierday como parte de una nueva camada de presidentes progresistas latinoamericanos que formaban parte de la Marea Rosa, caracterizada por el fuerte crecimiento económico, los proyectos latinoamericanistas, la visión multipolar de las relaciones internacionales, contrarias al unilateralismo de los 90, una preponderancia de la justicia social y la distribución del ingreso frente al neoliberalismo de la década pasada y el nuevo rol del Estado frente al consenso de Washington impuesto por el FMI.

### Relación con las organizaciones sociales
Desde el comienzo de su mandato, el presidente Kirchner tuvo mayor cercanía con Luis D'Elía (de la Federación de Tierra, Vivienda y Hábitat), Emilio Pérsico (del Movimiento Evita), Juan Carlos Alderete (de la Corriente Clasista y Combativa) y Humberto Tumini (de Libres del Sur). Estos movimientos serían un contrapeso al sector del Partido Justicialista. Los movimientos sociales adquirieron relevancia como nunca antes.
Estas organizaciones habían presentado una serie de pedidos en común: mantener planes sociales vigentes, construir viviendas en barrios pobres, desprocesamiento de militantes enjuiciados, juicio a los responsables por la muerte de una decena de dirigentes sociales durante la crisis 2001 y la restitución de 25 000 planes de asistencia social recortados. Néstor se había comprometido a mantener vigentes los más de 2,2 millones pero con el compromiso de cambiarlos por otros instrumentos de política social.
También acordaron modificar las normas del Instituto Nacional de Asociativismo y Economía Social (Inaes) para que estas organizaciones pudieran ser contratadas por el Estado para la obra pública y la construcción de viviendas sociales. Asimismo hubo unanimidad en lo referente a la renovación de la Corte Suprema pero no así en el pago de la deuda externa, que la CCC rechazaba.
También acordaron que la manifestación callejera no sería reprimida, pero asimismo esta debía cambiar sus métodos y sus objetivos: de ser abiertamente en protesta debía pasar a ser en apoyo a las políticas transformadoras que se estaban comenzando a llevar a cabo. Les dijo «... Es tiempo de que las organizaciones sociales se conviertan en actores políticos». Con esa idea fue que prometió fondos para formar cuadros políticos; los alentó a crear cooperativas de trabajo y se comprometió a incorporar militantes al Gobierno.
La mesa de negociación se amplió con nombres como Carlos López y Alberto Vulcano (de la FTV), Edgardo Depetri y Hugo Gómez (por el Frente Transversal), Santiago Martorelli (por el Movimiento Evita), Jorge Ceballos (por Barrios de Pie), Néstor Moccia (por Libres del Sur), entre otros.

## Política laboral
En relación con el programa económico Néstor Kirchner se encontró con la necesidad de dinamizar el consumo interno para no interrumpir la recuperación de la producción iniciado en la parte final del gobierno duhaldista, lo que requería el incremento de la capacidad de compra de los asalariados, sin arriesgar el incremento de la competitividad logrado con la devaluación, creando una baja en el costo laboral. Para ello, el Gobierno desarrolló políticas activas, entre las que se incluyeron mejoras en los sueldos y la elevación del salario mínimo, vital y móvil, así como el impulso de negociaciones colectivas, que reunieron a sindicatos y cámaras empresarias en el Consejo del Salario.
El objetivo de ese conjunto de medidas, era no solo reparar las malas condiciones de vida de los sectores menos favorecidos, sino también garantizar un mercado interno en crecimiento que apuntalara el intento reindustrializador del país. En el plano laboral, inicialmente la estrategia estuvo destinada a amortiguar las consecuencias de la crítica coyuntura económica posterior a la devaluación. La duplicación del monto indemnizatorio en caso de despido injustificado fue una medida para asegurar un piso mínimo de ingresos a los grupos que perdían posiciones en el mercado de trabajo formal.
El 2 de marzo de 2004 se sancionó la Ley 25.877 que derogaba la Ley de flexibilización laboral "Ley Banelco". En la primera sesión ordinaria del año, el Congreso intentó subsanar el escándalo que rondó la sanción de la ley de flexibilización laboral cuatro años antes. Con amplia mayoría el Parlamento derogó la norma impulsada por el Gobierno del entonces presidente radical Fernando de la Rúa, ligado al pago de coimas en el Senado. El hecho de sobornos detonó la renuncia de su vice, Carlos “Chacho” Álvarez, y significó la antesala de lo que sería la crisis de 2001 y la debacle de la Alianza.

### Regularización del trabajo
Para luchar contra la informalidad, se implementó el Plan Nacional de Regularización del Trabajo (PNRT), orientado a combatir el trabajo no registrado, verificar el cumplimiento de las condiciones de trabajo que garantizaran los derechos del trabajo y la protección social, alcanzar mayor eficacia en normativa laboral y a la de Seguridad Social y lograr la incorporación al sistema de Seguridad Social de los trabajadores excluidos. Para ello, se creó un Sistema Integral de Inspección del Trabajo y la Seguridad Social para controlar y fiscalizar el cumplimiento de las normas del trabajo en todo el territorio nacional. para 2007 se observaba que de cada 100 nuevos puestos de trabajo 83 eran formales, a diferencia de los años noventa cuando tan solo 6 de cada 100 trabajadores eran registrados. 
En el período 2003/2014 el PNRT fiscalizó cerca de 1,4 millones de establecimientos que incluyen a más de 4 millones de trabajadores inspeccionados. Durante el período 2002–2014 la cobertura de los empleadores asegurados se incrementó un 100% y los trabajadores cubiertos aumentaron un 88 %.Se ha llegado al récord histórico de casi 9 millones de trabajadores cubiertos por el sistema. En materia de negociación colectiva se pasó de homologar 200 convenios básicamente de empresas, hasta registrar en 2014 cerca de 2000 acuerdos de actividad y de empresa.
De acuerdo a los registros del Sistema Integrado Previsional Argentino (SIPA), entre los años 2002 y 2014, se crearon cerca de 5,8 millones de puestos de trabajo declarados en el sistema de seguridad social, en el total país. Esto implica que el total del empleo registrado creció un 91%. En 2003 la tasa de empleo no registrado afectaba a casi el 50% de los asalariados; en 2014 la misma se ubica en 31,9%. La desocupación, por su parte, se redujo de más de un veinte por ciento a un nivel de desempleo del 6,6% durante el segundo trimestre del 2015.

### Política previsional
En 2004 se sancionó la Ley 25.994, la cual permitió acceder a una prestación jubilatoria a aquellas personas que tenían los aportes pero le faltaban cinco años de la edad prevista legalmente, dando un notable salto en la cobertura previsional a partir del 2006. El año 2007 mostró el pico más alto en las altas por moratoria, llegando a 1 050 000. Para 2009, el total de jubilados beneficiados por el nuevo régimen había llegado a 2 312 000. La política oficial había permitido ya en 2007 un nivel de cobertura previsional de más del 95%, la más alta de toda Latinoamérica. Si bien el objetivo era para varones y mujeres en general, de las 2 700 000 personas que accedieron a la jubilación, el 86 por ciento son mujeres.Por esta razón es que la moratoria terminó siendo conocida como “la jubilación para amas de casa”.
El proyecto de ley enviado al Congreso permitiá completar aportes hasta el 31 de diciembre de 2003, con quita de la deuda con la Anses y un plan de 60 cuotas. Con esos beneficios, el 99 por ciento de los argentinos estaba habilitado a acceder a una jubilación. El objetivo es incorporar aproximadamente a 474 mil individuos que reúnen la edad exigida por ley para cobrar una prestación pero continúan excluidos por no contar con los 30 años de aportes necesarios. Los beneficiarios de la medida serán, en su mayoría, adultos mayores –sobre todo mujeres– que se encuentran entre el 30 por ciento de los hogares más vulnerables.

## Política energética
A través del Plan Energético Nacional 2004–2019, lanzado por el entonces presidente Kirchner, Argentina había comenzado a reducir la participación hidrocarburífera en la matriz primaria y, paralelamente, inaugurado una política en energías alternativas y renovables. A fines de 2006 se aprobó la Ley 26.190 de Régimen de fomento nacional para el uso de fuentes renovables de energía con la cual el país avanzó en el camino de la diversificación energética. También lanzó el plan energético nacional, continuado por su sucesora que permitió incrementar un 51% la capacidad instalada.
Durante su presidencia se inauguró la central hidroeléctrica Potrerillos con una capacidad combinada de 160,4 MW. En conjunto, el complejo hidroeléctrico genera más de 850 de GWh por año. Esta cantidad equivale al 20% del consumo anual de electricidad de la provincia de Mendoza, con una inversión de 312 millones de dólares.

### Creación de ENARSA
A mediados de 2004 se envía al Congreso de la Nación el proyecto de creación de ENARSA. La iniciativa fue aprobada con modificaciones, siendo promulgada como Ley 25.943. Esta ley dispuso que ENARSA contaba entre sus activos con el monopolio legal sobre de la exploración y explotación de la plataforma submarina del mar Argentino, correspondientes al Estado Nacional por la denominada "Ley Corta". 
El 2 de noviembre de 2004, mediante la sanción de la Ley 25.943 y promulgada por el Poder Ejecutivo con el decreto 1529/2004 se creó Energía Argentina Sociedad Anónima (ENARSA). Teniendo como objetivo llevar a cabo el estudio, exploración y explotación de los yacimientos de hidrocarburos, el transporte, el almacenaje, la distribución, comercialización e industrialización de estos y sus derivados. Así como el abastecimiento y distribución de Gas natural. También se encargará de generar, transportar, distribuir y comercializar energía eléctrica. 
Desde su creación, la empresa ha sido una herramienta de política energética con un rol central en el abastecimiento de gas natural y el desarrollo de infraestructura energética en la Argentina.
La titularidad de la empresa está repartida de la siguiente manera:
- Un 97,94% perteneciente al Estado nacional;
- Provincia de Chubut, Formosa y Río Negro 0,20% cada una;
- Provincia de Buenos Aires, Córdoba, Corrientes, Chaco, Jujuy, La Pampa, Mendoza, Neuquén, San Juan, Santa Cruz, Santiago del Estero y Tierra del Fuego 0,12% cada una
- Nucleoélectrica Argentina S.A. 0,01%

La empresa fue renombrada como Integración Energética Argentina Sociedad Anónima (IEASA) en noviembre de 2017.

#### Plan nuclear
En 2006, bajo la presidencia de Néstor Kirchner, se lanzó un plan de reactivación del sector nuclear que buscaba renovar y reactivar el desarrollo de la energía nuclear en Argentina. Los principales puntos del plan fueron anunciados por el ministro de planificación Julio de Vido durante una conferencia de prensa el día 23 de agosto de 2006:
- Finalizar la planta nuclear Atucha II, que había sido empezada en 1980
- Investigar la viabilidad de la construcción de una nueva planta nuclear, que sería la cuarta para Argentina.
- Extender la vida útil de la planta nuclear Embalse, que originalmente finalizaría en 2011.
- Construir un prototipo de reactor Carem, una planta nuclear de baja potencia de cuarta generación.[63]
- Poner en marcha la de la Planta de producción de agua pesada ubicada en la Provincia del Neuquén.
- Reanudar las actividades de Enriquecimiento en el Complejo Tecnológico Pilcaniyeu.
- Firmar un acuerdo entre CNEA y las empresas Bacon y Tecnonuclear por el cual se entregarán radioisótopos en forma gratuita a varios hospitales públicos para el uso en pacientes de recursos escasos.

En 2005, Carem fue seleccionado entre una docena de proyectos de mayor interés a nivel mundial de reactores de esa franja de potencia, por una comisión de expertos convocada por el Departamento de Energía de los EE. UU. El reactor, se encontraba en una etapa avanzada de diseño en 2006 y tras las el plan de reactivación se avanzó en la construcción de los primeros prototipos.

## Política educativa

### Educación primaria y secundaria
En 2003 fueron aprobadas la Ley de Garantía del Salario Docente y la ley que establece un mínimo de 180 días de clase (Ley 25864). Otras leyes de importancia fueron la Ley del Fondo Nacional de Incentivo Docente (25919 de 2004) y la Ley de Educación Técnico Profesional (26058 de 2005).
Se trabajó en la reforma de la Ley Federal de Educación de 1993 mediante el Plan Provincial de Consulta que involucró a más de tres millones y medio de personas entre alumnos, padres, docentes, sindicatos, representantes de los distintos credos y de sectores del trabajo y la producción, entre otros. El 27 de diciembre de 2006 se promulgó la Ley de Educación Nacional que fuera aprobada por el Congreso el 14 de diciembre de 2006. Esta ley fijó en 13 años la escolaridad obligatoria (desde los cinco años hasta el secundario) para todos los niños del país y restableció la tradicional división entre escuela primaria y secundaria.
En 2006 se promulgó la Ley de Financiamiento Educativo, que otorgaba un incremento paulatino del presupuesto para la educación, la ciencia y la tecnología durante 2006 y los siguientes cuatro años, en los cuales la inversión para el área aumentó del 4% del PBI hasta llegar al 6% en 2010. En 2006 se aprobó la Ley de Educación Sexual Integral, que marcó un cambio sustancial en la salud y cuidado de niños y jóvenes.
Según algunos autores para Néstor Kirchner, una de las principales preocupaciones fue contener los conflictos gremiales, e inició una recuperación salarial de los docentes que se sostuvo en términos constantes durante toda su gestión y en los años de Cristina Kirchner.[cita requerida]

#### Ley de Educación Nacional
El 14 de diciembre de 2006 se sancionó la Ley de Educación Nacional que fue promulgada 13 días después.
Esta ley reforma la concepción que se había sostenido hasta ese momento sobre la educación., estableciéndola un derecho caracterizado por su gratuidad, igualdad, equidad, por ser permanente, integral y de calidad. Las políticas educativas de promoción de la igualdad educativa estarán destinadas a erradicar situaciones de injusticia, marginación y discriminación, garantizando el acceso y la permanencia de los estudiantes en el Sistema Educativo Nacional (SEN)
Orientada a resolver los problemas de desigualdad apunta al acceso universal a una educación de buena calidad por lo que plantea políticas de Estado que la garanticen, la financien y la sostengan junto con otros programas y leyes complementarias como la de Financiamiento Educativo, de Educación Técnico-Profesional, la de Educación Sexual Integral, entre otras; para posibilitar su total implementación en el territorio argentino.
Posibilitó la reestructuración Sistema Educativo Nacional (SEN) y el fin de las políticas focalizadas y asistencialistas como también mejorar la calidad en la formación docente; destacándose la participación de más 750.000 docentes y setecientas organizaciones de la sociedad civil en su redacción. Así mismo establece la reglamentación que el presupuesto de educación no puede ser menor al 6% del PBI.

### Educación superior
En el 2005 se creó el Programa de apoyo al desarrollo de la infraestructura universitaria donde se realizaron 270 intervenciones edilicias. El presupuesto universitario pasó de 2168 millones en 2004 a 11 700 en 2007. En términos de PBI, el incremento fue de 0,48 % a 1 %.
A fines de su Gobierno se creó la Universidad Nacional del Chaco Austral (UNCAus) con sede central en la ciudad de Sáenz Peña (provincia del Chaco). Fue creada el 4 de diciembre de 2007 por medio de la ley 26.335.

## Política de ciencia y tecnología
El 18 de agosto de 2004 en favor de la Industria Nacional se sancionó la Ley de Promoción de la Industria del Software. Entre 2003 y 2012 las ventas se incrementaron 313%, las exportaciones 414% y el empleo 266%.
Se aumentó un 709% el presupuesto del Consejo Nacional de Investigaciones Científicas y Técnicas (Conicet). En 2003 se creó el Programa Raíces con el objetivo de lograr la repatriación de los científicos que habían emigrado en épocas anteriores. El programa fue posteriormente institucionalizado en 2008 a través de una ley durante la presidencia de Cristina Fernández de Kirchner. Hasta 2013 se consiguió la repatriación de 1000 científicos, logrando revertir ―en conjunto con otras medidas y programas― la tendencia histórica de fuga de cerebros que existía en la Argentina.
Durante esta época el país desarrollo la capacidad de construir sus satélites de investigación propios, crear su propio modelo de central nuclear de cuarta generación, exportar pequeños reactores nucleares, y tener programas estructurados en informática, nanotecnología y biotecnología.

## Política de salud
Durante su gestión suscribió con las principales cámaras de medicamentos un acuerdo para mantener sin variación el valor de venta al público de una canasta de 237 productos medicinales. La política sanitaria de Néstor Kirchner en sus primeros tres años de gobierno tuvo como ejes la consolidación de los Centros de Atención Primaria de la Salud (CAPS), la promoción de la procreación responsable y la prescripción de medicamentos por nombre genérico.
Se produjo un fortalecimiento de la estrategia de Atención Primaria de Salud a través del envío de botiquines con medicamentos esenciales y otros insumos del MSAL, a más de 6.600 Centros de Atención Primaria de la Salud. La red de atención primaria de la salud aumentó 12 por ciento durante los tres años de gestión de Kirchner y dio lugar a la especialización de unos 6.000 médicos comunitarios mediante el Posgrado en Salud Social y Comunitaria.
El Programa Nacional de Lucha contra el Sida aseguró en forma gratuita la cobertura del 100 por ciento de los medicamentos e insumos para las personas que necesitan tratamiento, estimadas en más de 25 000 en todo el país. Durante la presidencia de Néstor Kirchner se incorporó la vacuna contra la hepatitis A y se produjo la ampliación de la cobertura del 40 al 70% en los medicamentos necesarios en las enfermedades crónica más frecuentes. Se ofrecieron medicamentos gratuitos del Programa Remediar, insumos del Programa de Salud Sexual y Procreación Responsable, leche del Programa Materno-Infantil y recursos humanos del Programa Médicos Comunitarios.
En septiembre de 2003 Argentina firmó el Convenio marco para el control del tabaco promovido por la Organización Mundial de la Salud, estableciendo políticas antitabaco a nivel federal.
Hacia 2005 la tasa de mortalidad infantil bajó al 13,3 por mil, destacándose como el índice más bajo de las últimas tres décadas. Con este descenso, se evitó la muerte de 1.069 chicos respecto al año anterior. En los primeros seis meses de 2006 murió un 11 por ciento menos de niños, comparado con el mismo período del año anterior, baja que se registra desde 2002 implica que en 2003 se evitó la muerte de 219 niños; en 2004 de 908 y en 2005 de 1069, una baja de 10,1 en las defunciones infantiles. Una de las medidas que permitió esto fue el Plan Nacer.
En materia de sexualidad y natalidad, el ministerio desarrolló un plan basado en la educación sexual y la libre distribución de preservativos y anticonceptivos. En 2007, el Ministerio distribuyó una guía para la atención de estos abortos no punibles con el fin de evitar la judicialización de los casos.
Entre las iniciativas que apuntaron a obtener un cambio de actitud en la sociedad, logró la sanción de la Ley de Donante Presunto, que determina esa condición de todos los ciudadanos, excepto que manifiesten lo contrario. Se crearon «zonas libres de humo» en lugares de trabajo dependientes del Estado y privados.

### Plan Nacer
El 15 de octubre de 2004 se creó Plan Nacer que comenzó a implementarse en las provincias del norte argentino, por ser las que presentaban los índices sociosanitarios más desfavorables del país. Este plan apuntaba a reducir a la mitad la tasa de mortalidad infantil y destinará 1300 millones de pesos para dar cobertura de salud a mujeres embarazadas y niños del norte del país.

## Política cultural
Tras la llegada al poder del presidente Néstor Kirchner, Torcuato Di Tella fue designado para ocupar el cargo de Secretario de Cultura y asumió el 25 de mayo de 2003. La política cultural se desarrolló constituyéndose proyectos de federalización de la cultura con el objetivo de descentralizarla y hacerla accesible para los lugares más periféricos del país. Al calor de la democratización de estas manifestaciones culturales, comenzaron a desarrollarse eventos artísticos, talleres y charlas a lo largo y lo ancho del territorio nacional. Esto implicó, por ejemplo, abrir en Rosario el Museo de Arte Oriental, llevar obras de arte que no estaban exhibidas en Buenos Aires a la provincia del Neuquén y la puesta en marcha del Museo Precolombino y crear un museo de la producción y el trabajo en el interior. "No quiero nada nuevo en Buenos Aires", afirma, sino "enfatizar la cultura popular, valorar la cultura aborigen y hacerla circular por el país, también a través de bibliotecas populares".

## Política de medios y comunicación
En 2005, Kirchner firmó un decreto suspendiendo los plazos de las licitaciones de radio y televisión, prorrogando 10 años más las mismas y autorizó la fusión entre Multicanal y Cablevisión avalada por la Comisión Nacional de Defensa de la Competencia avaló la unión de las compañías, pese a las advertencias de especialistas y asociaciones de consumidores. En agosto creó el Sistema Nacional de Medios Públicos, un multimedios estatal que abarcó a Canal 7, Radio Nacional y Télam.
Llevó adelante un plan de modernización y expansión de los medios públicos. 
la dirección del canal tomando cómo modelo la BBC fue dividida en las áreas de ficción y no ficción Durante este período el canal retomó la producción propia, después de casi una década volvió a producir ficción nacional.
A su vez, en 2005 ordenó que las empresas debían proveer el servicio mediante una tarifa social en zonas de emergencia del conurbano bonaerense con un abono reducido. También se exigió un plan de conexiones sin cargo en las escuelas públicas de todas las localidades donde operan las empresas, y dependiendo del tamaño de la localidad y la densidad geográfica, se deberán conectar hospitales, comisarías y cuarteles de bomberos.

### Creación de Arsat
En agosto de 2004, el gobierno decidió quitar la licencia a Nahuelsat para operar la posición orbital de 81 grados oeste. Asimismo, presentó el proyecto para la creación de la Empresa Argentina de Soluciones Satelitales (AR-SAT).
La tercera prórroga por la posición orbital de 81 grados Oeste vencía el 19 de octubre de 2005. Antes de esa fecha el Estado argentino debía colocar un satélite y realizar una transmisión, para conservar la adjudicación de la ITU. De no hacerlo, perdería los derechos sobre esa posición. La órbita ya había sido reclamada por Reino Unido para el caso de que Argentina la perdiera.  
En 2006, después de dos años de presentado el proyecto al Congreso, se dictó la Ley 26.092, que creó la Empresa Argentina de Soluciones Satelitales Sociedad Anónima (ARSAT). En la ley se marcó que las acciones de la empresa corresponderían el 98% al Ministerio de Planificación Federal, Inversión Pública y Servicios, y el 2% restante al Ministerio de Economía y Producción.
En la ley de creación de la empresa, se especificó que ARSAT tendría la autorización de uso de la posición orbital 81° de Longitud Oeste y sus bandas de frecuencias asociadas otorgada por la Unión Internacional de Telecomunicaciones.
En el estatuto de creación de la empresa se estableció como objetivo «realizar el diseño y construcción en el país de satélites geoestacionarios, además del lanzamiento y la puesta en servicio de telecomunicaciones en posiciones orbitales que resultasen de los procedimientos de coordinación internacional».
En octubre de 2006, debido a las deudas contraídas y los incumplimientos de la empresa Nahuelsat S.A., los accionistas de la empresa firmaron dos cartas de intención con ARSAT en las que transfirieron los activos de NahuelSat y vendieron las acciones de dicha empresa por el valor simbólico de 1 peso.
La posición de 72° Oeste continuó ocupada hasta principios de 2010 por el satélite canadiense, hasta que éste cumplió su vida útil.
E marzo de 2004, por decisión del entonces presidente Néstor Kirchner, se creó el Sistema Nacional de Vigilancia y Control Aeroespacial (Sinvica), una estrategia nacional de radarización para cubrir la totalidad de la Argentina y reforzar la seguridad de las fronteras. Hasta ese momento había solamente cinco radares en el país, todos ellos ubicados en aeropuertos: en el de Paraná, Ezeiza, Mar del Plata, Córdoba y Mendoza.

### Relación con los medios
Mientras era Presidente, Néstor Kirchner había afirmado que no existe el periodismo independiente, ya que los periodistas no se pueden aislar de la empresa que los emplea. Estas empresas son, según su punto de vista, poseedoras de un enorme poder y actores en este juego de poder, con intereses e ideología. Dichos medios actúan decisivamente en la relación entre los ciudadanos y los políticos. Según Graciela Mochkofsky, Kirchner interpretaba cada artículo, título y foto, cada palabra de radio como un ataque o apoyo a su gestión por parte del dueño del medio, con el objetivo de obtener ventajas económicas o políticas.

#### Relación con el diario La Nación
Kirchner puso como objetivo qla integración de las Fuerzas Armadas al proceso democrático y la recuperación de su prestigio ante la sociedad, durante su etapa se produjo el desvinculamiento de la Doctrina de Seguridad Nacional que había sido impuesta por los Estados Unidos a los países latinoamericanos en el marco de la Guerra Fría, mediante el entrenamiento de oficiales de distintos países de América Latina en la Escuela de las Américas, y que estuvo en vigor en Argentina.durante la dictadura.

## Política de agricultura y ganadería
La secretaría de Agricultura estuvo a cargo de Miguel Campos durante casi toda la gestión de Néstor Kirchner. Entre los principales puntos de su gestión se encuentran: la autarquía de la ONCCA, el Plan Ganadero, la normalización del INASE y la aprobación de nuevos cultivos transgénicos.
El gobierno continuó con las retenciones a las exportaciones que había implementado el presidente interino Eduardo Duhalde en 2002. El precio internacional de la soja tuvo una caída en 2005 pero volvió a subir en los años subsiguientes, hasta alcanzar valores récord a comienzos de 2008. La producción forestal y maderera, principalmente pinos y eucaliptos, se había expandiendo, con centro en las provincias mesopotámicas, la productividad también tuvo un aumento considerable. En 8 años la industria maderera incrementó en 132 % su producción y la de muebles en 115 %.
Mientras que a fines del l 2002, la siembra de granos (oleaginosas y cereales) abarcó 23 millones de ha, en la campaña 2007/2008 la superficie sembrada con granos alcanzó 30,7 millones de ha, de las cuales 16,9 millones se dedicaron a la soja.
Uno de los fenómenos más notables sucedidos a partir de 2003, es el aumento sostenido del precio de la tierra, de la mano del aumento de su rentabilidad, que revalorizó el valor de los campos argentinos.

## Política ambiental
El presidente Néstor Kirchner promulgó en 2003 el Acuerdo Marco sobre Medio Ambiente del Mercosur (ley 25.841) y el régimen de libre acceso a la información pública ambiental (ley 25.831). En 2004 lanzó la ley 25.916 de Residuos domiciliarios. El 28 de noviembre de 2007 se sancionó la Ley de Bosque Nativo que establece presupuestos mínimos de protección ambiental para el enriquecimiento, la restauración, conservación, aprovechamiento y manejo sostenible de los bosques nativos.

### Ley de bosque nativo
La Ley 26.331 de Presupuestos Mínimos de Protección Ambiental de los Bosques Nativos, o Ley de Bosque Nativo, es una norma nacional de Argentina que regula el uso de los bosques nativos. La ley tiene como objetivos reducir la deforestación en Argentina, la conservación de los bosques nativos, la regulación y gestión responsable del uso forestal, y la promoción del manejo sostenible de los bosques. Para ello, la ley determina categorías de conservación de los bosques, crea un fondo fiduciario destinado a la conservación y promoción de manejo responsable de los bosques bajo un modelo de pago por servicios ambientales, y establece autoridades de aplicación cuyo mandato es elaborar datos para monitorear el estado de conservación de los bosques nativos, en coordinación con las provincias.

## Política judicial y de derechos humanos
A comienzos de la gestión de Néstor Kirchner se produce una renovación de la Corte Suprema de Justicia que había sido ampliamente criticada durante la década anterior por su cercanía al poder político. Así se produce el ingreso de Eugenio Zaffaroni, Elena Highton de Nolasco y Carmen María Argibay.
En materia judicial el presidente Néstor Kirchner toma la medida de autolimitarse en materia de nombramiento de jueces, fiscales, defensores, a través del Decreto 222 y del 558 del 2003, en cuanto a dar a publicidad las candidaturas para designar jueces, para que todas las personas e instituciones interesadas pudieran formular sus observaciones, limitó aún más el rol que en la selección de estos magistrados tiene el Poder Ejecutivo, después de la reforma del 94.
El 15 de diciembre de 2004 se sanciona la Ley 25.983 que unificaba las elecciones legislativas nacionales y pone como fecha de los comicios el cuarto domingo de octubre inmediatamente anterior a la finalización de los mandatos. De esta manera se buscaba transparentar los comicios y evitar manejos electoralistas de las fechas y excesos de quienes tienen el poder de convocar a comicios. Durante 2005 se produjo la Reglamentación de los DNU.
En 2006 el Congreso sancionó a instancias del presidente la ley que instauró al 24 de abril como "Día de acción por la tolerancia y el respeto entre los pueblos" en reconocimiento oficial del genocidio armenio. Convirtiendo al país en uno de los pocos países en reconocerlo oficialmente.
En 2006 mandó al Congreso una nueva Ley de Financiamiento de Partidos Políticos, aprobada en diciembre de 2006 por el Congreso de la Nación que establecía la prohibición de contratar publicidad para terceros. Esto significa que para la contratación de publicidad electoral es excluyente la participación de los responsables políticos o económicos de los partidos y alianzas y establece un tope máximo de recursos privados que los partidos o alianzas pueden recibir. La ley, que lleva el N.º 26.215, se establece la prohibición de contribuciones o donaciones anónimas, e impedía las contribuciones o donaciones de empresas concesionarias de servicios u obras públicas de la Nación, las provincias, los municipios o la ciudad de Buenos Aires.
Luego de 12 años de mora por incumplimiento del mandato constitucional de 1994, el Congreso sancionó la ley que reglamenta los decretos de necesidad y urgencia del Ejecutivo. Tras un arduo debate, el Congreso sancionó que los decretos deben ser aceptados o rechazados por mayoría absoluta de los presentes de ambas cámaras, pero continuarán vigentes mientras no reciban tratamiento parlamentario. Hasta la reglamentación del control parlamentario en 2006, marca una diferencia con el periodo anterior. Su incorporación a la carta orgánica le confirió una mayor legitimidad pero también implicó una serie de restricciones: Se explicitó la reserva de su utilización a situación de necesidad y urgencia; se prohibió la emisión de DNU en cuatro áreas de política pública: legislación tributaria, penal, electoral y de partidos políticos; se dispuso un mecanismo para el control parlamentario de los DNU, pero se difirió su reglamentación a una ley del Congreso.

### Renovación de la Corte Suprema de Justicia
Durante los años noventa, la Corte fue duramente criticada por carecer de la suficiente independencia del Poder Ejecutivo. De hecho, muchos de sus miembros fueron acusados de conformar una «mayoría automática» que siempre fallaba a favor de los intereses del Gobierno. Durante el 2003, año en que asumió la presidencia Néstor Kirchner, los magistrados Julio Nazareno, Adolfo Vásquez y Guillermo López, renunciaron ante la posibilidad de resultar destituidos por juicio político, mientras que Eduardo Moliné O’Connor fue removido de su cargo a fines del mismo año.
Desde el 19 de junio de 2003, por decreto presidencial, todos los candidatos a integrar la Corte Suprema deben pasar una etapa de exposición pública que tiene que presentar el Poder Ejecutivo en los principales medios de comunicación de todo el país. El currículum del nominado (o los nominados) debe ser publicado y promocionado en el sitio web del Ministerio de Justicia y puede ser discutido por las ONG, las asociaciones de Derecho, las universidades, las organizaciones de derechos humanos, y cualquier ciudadano que así lo desee. Luego de un período de tres meses, el presidente, sopesando los apoyos y rechazos a la candidatura, queda habilitado para presentar la nominación al Senado, que debe decidir si aprueba o no que la persona propuesta por el presidente forme parte de la Corte, necesitándose una mayoría de dos tercios para dicha aprobación.
La renovación de la Corte Suprema de Justicia durante los primeros años del Gobierno de Kirchner, con la designación del Dr. Eugenio Zaffaroni en 2003, y de las Dras. Elena Highton de Nolasco y Carmen María Argibay en 2004, fue vista y es usualmente reconocida por la oposición como un paso positivo, que brinda más independencia al Poder Judicial, equilibra la Corte ideológicamente y le otorga una mayor paridad de género. Argibay era feminista, atea militante, y apoyaba la despenalización del aborto, mientras que Zaffaroni (el primero en ser designado a través del método público de nominación), es catalogado políticamente como de centro izquierda.

### Derechos humanos
Su Gobierno incorporó reconocidos integrantes de organismos de Derechos Humanos. Además, impulsó el enjuiciamiento a los responsables por crímenes de lesa humanidad ocurridos durante los años setenta, realizados por la Triple A y por el Proceso de Reorganización Nacional. Para conseguirlo, sus partidarios apoyaron en el Congreso Nacional las anulaciones de las leyes de Obediencia Debida y Punto Final, las cuales mantenían frenados dichos juicios desde el Gobierno de Raúl Alfonsín. Dicha medida fue posteriormente ratificada por el Poder Judicial. Impulsó la reparación a familiares de las víctimas del atentado a la AMIA.
El 24 de marzo de 2004, en el marco del primer aniversario del golpe de Estado de 1976 que le tocaba vivir como presidente, Kirchner ordenó descolgar los cuadros de los dictadores  Jorge Rafael Videla y Reynaldo Bignone que aún exhibían las paredes del Colegio Militar. Ese mismo día, en un acto que encabezó luego en la ex ESMA, Kirchner pidió perdón de parte del Estado nacional "por la vergüenza de haber callado durante 20 años de democracia tantas atrocidades", y firmó el traspaso de la ESMA a los organismos de derechos humanos.
Ese año, luego de la anulación de las llamadas leyes de la impunidad, los diferentes fiscales involucrados comenzaron con las investigaciones de los hechos, pero las causas que involucraban a los indultos presidenciales se vieron frenadas hasta el año 2006.
En 2005 comenzaron a formularse los pedidos de elevación juicio de las diferentes causas. Los diferentes juicios, que se llevan a cabo desde el año 2007, se realizaron a través de todo el país. Las causas más conocidas son: el Caso Simón, Batallón 601, Von Wernich, Etchecolatz, Centro clandestino ESMA, Primer Cuerpo, Plan Cóndor, Masacre de Margarita Belén, Masacre de Trelew, Tercer Cuerpo y Barreto, Gonçalves y D’Amico (desprendimiento de la causa Riveros).
El 24 de marzo de 2004, Néstor Kirchner anunció que en el predio de la ESMA funcionaría el Espacio para la Memoria y para la Promoción y Defensa de los Derechos Humanos, lo que se hizo efectiva una vez desocupadas las instalaciones por parte de la Armada, el 20 de noviembre de 2007. En agosto de 2008 la totalidad del predio fue declarado «monumento histórico nacional» por el decreto 1333/2008.
En 2005 firma un nuevo decreto que reconoce la necesidad de la reparación, y reconocimiento en el caso de las víctimas de la Embajada de Israel. Meses después Kirchner envió proyecto de ley para reparar a familiares de víctimas de la represión policial del 19 y 20 de diciembre de 2001. En el acto correspondiente, pidió este que «se aceleren» los juicios «para todos los que violaron los derechos humanos», y solicitó al Congreso un pronto tratamiento.
A fines de la gestión de Néstor Kirchner había 898 imputados en las investigaciones de causas vinculadas con delitos de lesa humanidad: 350 de ellos se encontraban procesados y 8 habían sido condenados.
En materia de seguridad llevó adelante la modificación  del Código Penal argentino la figura de los delitos con armas. instituyendo  un Registro de Usuarios de fuego y aumentando los requicitos y controles para su poseción.Se añadió nuevas penas más severas contra homicidios y secuestros, llevando a 50 años la pena máxima de prisión por sumatoria de delitos para un condenado o una condenada por delitos graves (violación seguida de muerte, secuestro extorsivo seguido de muerte, etc).

### Políticas hacia la mujer
En febrero de 2006, lanzó un programa para evaluar el tema de la trata de personas en Argentina y para preparar un protocolo de atención de mujeres víctimas de violación. En ese mismo marco, se  preparó una tarea que incluyera Brigadas especializadas en atacar la prostitución infantil. Convocó a la Dra. Eva Giberti para trabajar en la redacción de la Ley contra la Trata de personas, que busca conseguir que las víctimas sean activas y exijan al Estado la detención del violador.]
En marzo de 2006, se creó el programa «Las Víctimas contra Las Violencias», cuyo objetivo primario fue la atención de abusos o maltratos causados por el ejercicio de violencia cualquiera fuere su naturaleza, en un ámbito de contención, seguridad y garantía de sus derechos. En 2007, el Ministerio de Salud distribuyó una guía para la atención de estos abortos no punibles con el fin de evitar la judicialización de los casos.

### Políticas para inmigrantes
El Plan Patria Grande es un programa de regularización migratoria en Argentina, que entró en vigencia el 17 de abril de 2006, siendo lanzado por el entonces presidente Néstor Kirchner basado en el concepto de la "patria grande". 

## Política de seguridad
El 14 de abril de 2004 el Congreso aprobó la llamada Ley Blumberg (Ley 25 886), nombre atribuido por ser su principal impulsor, que modifica el Código Penal argentino. Existen otras dos leyes que se conocen como Blumberg, que son la Ley 25 882 que modifica el art. 166 del Código Penal que entró en vigor el 4 de mayo de 2004 y la Ley 25 891, de servicios de comunicaciones móviles por la cual se instituye un Registro de Usuarios.
Las reformas aprobadas correspondiente a sus peticiones fueron:
- Ley 25 882 modificatoria del artículo 166 del Código Penal, sancionada el 14 de abril de 2004, que reprime la portación de armas con pena de prisión no excarcelable.
- Ley 25 891, que estableció que la comercialización de los mencionados servicios podrá realizarse, únicamente, a través de las empresas autorizadas. Fue sancionada el 28 de abril de 2004.
- Ley 25 892, que modificó el artículo 13, 14 y 15 respecto al beneficio de Libertad condicional para los casos de delitos de prisión perpetua considerados aberrantes: sancionada el 5 de mayo de 2004.
- Ley 25 893 que incrementó las penas para homicidios y violaciones seguidas de muerte. Modificación del Código Penal: Sancionada el 5 de mayo de 2004.
- Ley aprobada el 18 de agosto de 2004 modificatoria del artículo 55 del Código Penal, fijando el tope de 50 años de prisión o reclusión para los responsables de distintos delitos concurrentes.[161]

Para mejorar la seguridad en la aviación y mejorar la eficiencia del trasporte aérea se creó la Administración Nacional de Aviación Civil. Desde 2005  Argentina, alcanzó a nivel internacional la Categoría 1 de máxima calificación de seguridad operacional.

## Política de defensa
Recuperó el Complejo Industrial Naval Argentino astillero (CINAR), mediante la rehabilitación y puesta en funcionamiento del astillero de Talleres Navales Dársena Norte (Tandanor) y del astillero Almirante Storni, que habían sido cerrados y desguazados en el durante el Gobierno del entonces presidente Carlos Menem, en los años noventa.
En lo tocante a la investigación científica con fines de defensa, se destacan la puesta en valor del Instituto de Investigaciones Científicas y Técnicas para la Defensa (CITEDEF), con el objetivo de privilegiar la investigación científica y la fabricación local por sobre las importaciones de armamento, que suelen ser onerosas para el Estado nacional. Durante su gestión el ejército participó en las tareas de ayuda humanitaria dentro y fuera del país como en, Catamarca, Charata (Chaco), el volcán Chaitén (Chile), y las Misiones de Paz en Haití y en Chipre. Dio impulso al desarrollo de un Sistema Integrado de Comando y Control Táctico de las Operaciones Militares, denominado SITEA; la reparación y modernización de vehículos de combate de la familia M113; la modernización del radar de vigilancia terrestre RASIT y la fabricación y provisión de lanzacohetes antitanque del tipo MARA 200. Así mismo, se firmó el Acuerdo Marco dentro del “Programa Federal de Construcción de Viviendas”, firmado entre los Ministerios de Defensa y de Planificación Federal, Inversión Pública y Servicios, que compromete la construcción de 7300 viviendas para las Fuerzas Armadas.
Se produce la desarticulación de la Doctrina de Seguridad Nacional que había sido impuesta por los Estados Unidos a los países latinoamericanos en el marco de la Guerra Fría, mediante el entrenamiento de oficiales de distintos países de América Latina en la Escuela de las Américas, y que siguió en vigor en Argentina largamente tras la recuperación de la democracia, en 1983. Néstor Kirchner quería en la cartera un ministro con el perfil asociado a la defensa de los derechos humanos para la realización de estas tareas, ya que consideraba las Fuerzas Armadas una institución necesaria para la Nación.

## Política exterior
A nivel internacional, Kirchner formó parte de un grupo de mandatarios de varios países, junto con Lula da Silva (Brasil), Tabaré Vázquez (Uruguay), Evo Morales (Bolivia), Michelle Bachelet (Chile), Rafael Correa (Ecuador) y Hugo Chávez (Venezuela) quienes, por primera vez en la historia de América Latina, han planteado la posibilidad de establecer una coalición de países de la región que desarrolle políticas independientes de las potencias mundiales hegemónicas. En el año 2005, en la Cumbre de las Américas de Mar del Plata, la región rechazó la pretensión norteamericana de imponer el proyecto del ALCA (Área de Libre Comercio de las Américas). Hugo Chávez ha recordado en una entrevista el momento en el que el presidente Kirchner se dirigió a George W. Bush, que estaba sentado en un rincón del salón de aquella cumbre marplatense. «No nos vengan aquí a patotear», fue la frase del exmandatario argentino.
De la participación en Misiones de Paz de Naciones Unidas podemos observar que, a diferencia de los anteriores períodos ―el de Fernando De la Rúa y Eduardo Duhalde―, existió un incremento significativo del número de hombres en estas misiones, pasando de unos 560 hombres ―al asumir Kirchner― a 1028 tras el envío de soldados a Haití. En lo que respecta a la promoción y protección de los derechos humanos, en consonancia con su agenda interna en la materia, promovió la firma de instrumentos internacionales: uno, de carácter universal, como fue la rúbrica de la "Convención Internacional de la Protección de Todas las Personas contra la Desaparición Forzada", el otro, de carácter regional, fue la aprobación del sistema interamericano de Protección y Promoción de los Derechos Humanos.
Respecto a la lucha contra el terrorismo estuvo posicionada en la agenda desde un principio, pero abogó por la multilateralidad, cuando señaló que:

… no existe alternativa aceptable a la acción multilateral. Solo el debate colectivo y el consenso de una mayoría de países puede asegurar una acción genuina. La única legitimidad para el uso de la fuerza debe provenir de las decisiones del Consejo de Seguridad
Néstor Kirchner, discurso ante la Asamblea General de Naciones Unidas (Nueva York, septiembre de 2004).

En la cuestión económica se avanzó en la apertura y diversificación del comercio exterior. En términos generales, el volumen de las exportaciones creció casi un 100% desde el 2002 al año 2007, pasando de 25.650 millones de dólares, en esa fecha, a casi 50.000 en la última. La balanza comercial siguió siendo positiva, mientras se abrieron nuevos mercados asiáticos y africanos. Para promover la imagen de los productor argentinos al exterior se lanzó la Marca País, a través de um concurso llevado a cabo en el año 2006, llamado Concurso para la Identidad Visual de la Argentina Marca, que incluyó a algunos diseñadores del país. Siendo la marca país es mucho más que una campaña de promoción publicitaria, sino además una estrategia completa para capitalizar la reputación del país, encabezando la clasificación de marca país de Latinoamérica.

### Soberanía de las Islas Malvinas

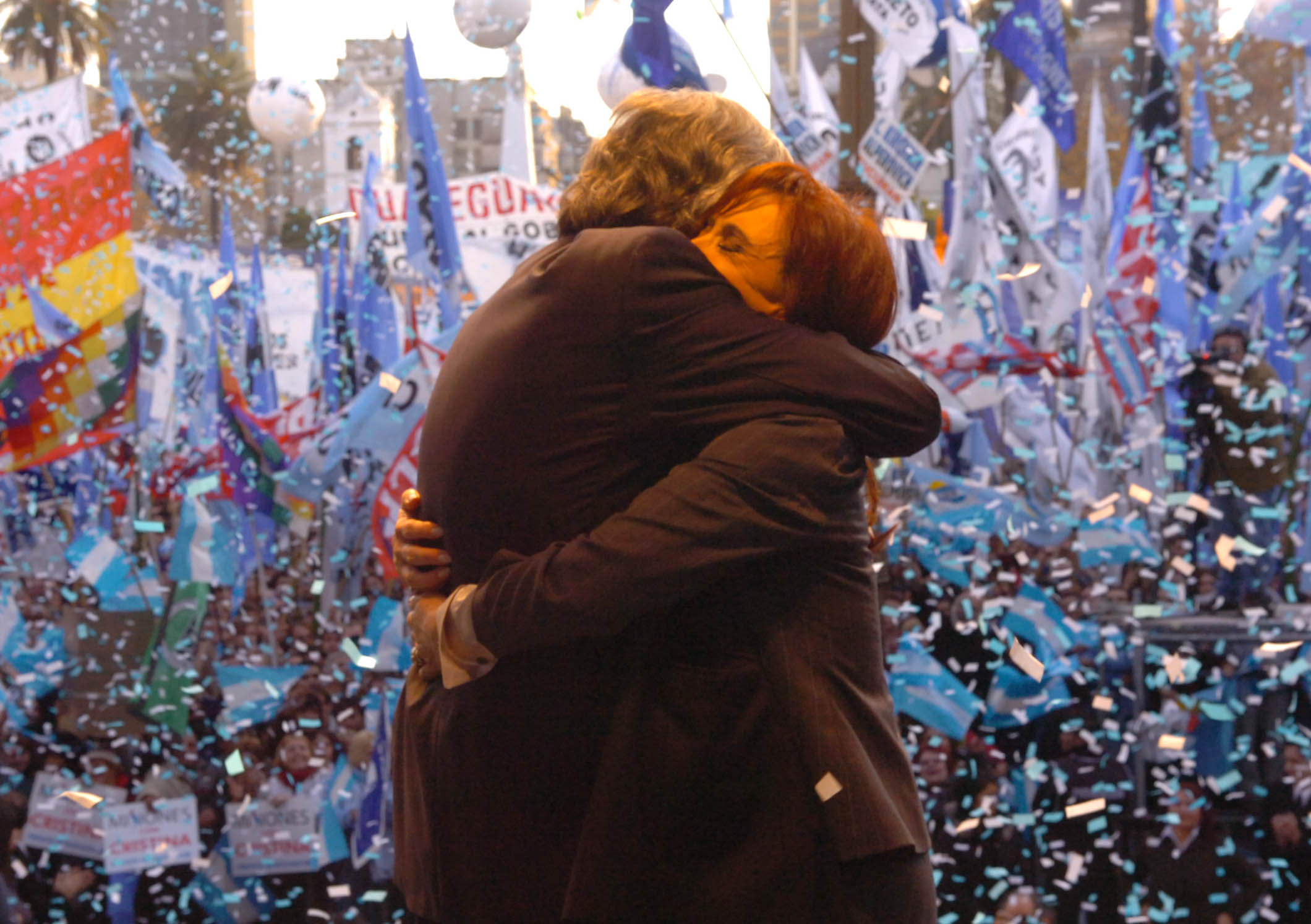
Néstor y Cristina Kirchner en un acto en Plaza de Mayo el 19 de junio de 2008. Esta imagen, luego del fallecimiento del expresidente, se convirtió en una postal usada por los militantes kirchneristas.

En su discurso de asunción, el 25 de mayo de 2003, el presidente Néstor Kirchner dejó clara su orientación en la cuestión de las Malvinas: “Venimos desde el sur de la Patria, de la tierra de la cultura malvinera y de los hielos continentales y sostendremos inclaudicablemente nuestro reclamo de soberanía sobre las Islas Malvinas". Apenas transcurrido un mes, el 17 de junio de ese mismo año, el canciller Rafael Bielsa sostuvo su primer encuentro con representantes de las islas en el Comité de Descolonización de las Naciones Unidas donde manifestó que el reclamo de soberanía era un objetivo, "irrenunciable del pueblo argentino y una política de Estado continuada por el nuevo gobierno"
En la primera gira internacional de Néstor Kirchner, en la que se reunió en Londres con el primer ministro británico, Tony Blair, donde le planteó la continuación de las negociaciones sobre la soberanía de las islas, sin obtener respuestas satisfactorias. En el discurso de Kirchner ante la Asamblea General de las Naciones Unidas en septiembre hizo un llamado a Reino Unido a "responder de manera afirmativa" en el reinicio de relaciones.
El 13 de julio de 2004 Néstor Kirchner, introdujo en la causa Malvinas una modificación sustancial de la política vigente para ese año, al renunciar al llamado “paraguas de soberanía”, una cláusula que regía las relaciones entre Reino Unido desde 1989.
Durante su gobierno se llevó a cabo la construcción y posterior instalación del monumento a los caídos en Malvinas en el cementerio de Darwin, que se finalizó en abril del año 2005.
En 2007 consiguió sumar apoyó internacional a la soberanía argentina en la Declaración Final de la VII Reunión de los Estados Parte de la Zona de Paz y Cooperación del Atlántico Sur (ZPCAS), emitida en Luanda el 19 de junio de 2007 Angola, Argentina, Benín, Brasil, Cabo Verde, Camerún, República del Congo, República Democrática del Congo, Costa de Marfil, Gabón, Gambia, Ghana, Guinea, Guinea-Bissau, Guinea Ecuatorial, Liberia, Namibia, Nigeria, Santo Tomé y Príncipe, Senegal, Sierra Leona, Sudáfrica, Togo, Uruguay.

### Legislación penal
Durante su presidencia se instituyeron las siguientes leyes:
1. Ley que reprima la portación de armas con pena de prisión no excarcelable. Es la Ley 25.882, que modificó el artículo 166 del Código Penal, sancionada el 14 de abril de 2004.
2. Ley que obligue a la registración pública de la telefonía celular móvil, que estableció que la comercialización de los mencionados servicios podrá realizarse, únicamente, a través de las empresas autorizadas. Fue sancionada el 28 de abril de 2004.
3. Adoptar un sistema de documentación personal, DNI, que impida su falsificación o adulteración, similar al implementado en los pasaportes.
4. Legislar un sensible aumento de las penas mínimas y máximas para los delitos de homicidio, secuestro, violación y establecer un régimen especial de severidad. Ley 25.892. Modificó el artículo 13, 14 y 15 respecto al beneficio de Libertad Condicional para los casos de delitos de prisión perpetua considerados aberrantes que ncremento de penas para homicidios y violaciones seguidas de muerte. Modificación del Código Penal: Sancionada el 5 de mayo de 2004.
5. Modificar la pena en condenas por dos o más hechos. Las penas deben sumarse sin límite máximo. Modificó el artículo 55 del Código Penal, al fijar el tope de 50 años de prisión o reclusión para los responsables de distintos delitos concurrentes. Aprobado por el 18 de agosto de 2004.

## Gabinete de Ministros
| Jefatura de Gabinete y Ministerios del Gobierno de Néstor Kirchner                                 | Jefatura de Gabinete y Ministerios del Gobierno de Néstor Kirchner | Jefatura de Gabinete y Ministerios del Gobierno de Néstor Kirchner                                                                 |
| Cartera                                                                                            | Titular                                                            | Período |
| -------------------------------------------------------------------------------------------------- | ------------------------------------------------------------------ | --- |
| Jefatura de Gabinete de Ministros                                                                  | Alberto Fernández                                                  | 25 de mayo de 2003–10 de diciembre de 2007                                                                                         |
| Ministerio del Interior                                                                            | Aníbal Fernández                                                   | 25 de mayo de 2003–10 de diciembre de 2007                                                                                         |
| Ministerio de Relaciones Exteriores, Comercio Internacional y Culto                                | Jorge Taiana Rafael Bielsa                                         | 1 de diciembre de 2005–10 de diciembre de 2007 25 de mayo de 2003–1 de diciembre de 2005                                           |
| Ministerio de Defensa                                                                              | Nilda Garré José Pampuro                                           | 1 de diciembre de 2005–10 de diciembre de 2007 25 de mayo de 2003–1 de diciembre de 2005                                           |
| Ministerio de Economía y Producción                                                                | Miguel Peirano Felisa Miceli Roberto Lavagna                       | 17 de julio de 2007–10 de diciembre de 2007 1 de diciembre de 2005–17 de julio de 2007 25 de mayo de 2003–1 de diciembre de 2005   |
| Ministerio de Planificación Federal, Inversión Pública y Servicios                                 | Julio de Vido                                                      | 25 de mayo de 2003–10 de diciembre de 2007                                                                                         |
| Ministerio de Justicia, Seguridad y Derechos Humanos                                               | Alberto Iribarne Horacio Rosatti Gustavo Béliz                     | 26 de julio de 2005–10 de diciembre de 2007 25 de julio de 2004–26 de julio de 2005 25 de mayo de 2003–25 de julio de 2004         |
| Ministerio de Trabajo, Empleo y Seguridad Social                                                   | Carlos Tomada                                                      | 25 de mayo de 2003–10 de diciembre de 2007                                                                                         |
| Ministerio de Salud y Ambiente                                                                     | Ginés González García                                              | 25 de mayo de 2003–10 de diciembre de 2007                                                                                         |
| Ministerio de Desarrollo Social                                                                    | Alicia Kirchner Juan Carlos Nadalich Alicia Kirchner               | 18 de agosto de 2006–10 de diciembre de 2007 1 de diciembre de 2005–18 de agosto de 2006 25 de mayo de 2003–1 de diciembre de 2005 |
| Ministerio de Educación, Ciencia y Tecnología                                                      | Daniel Filmus                                                      | 25 de mayo de 2003–10 de diciembre de 2007                                                                                         |
| Secretarías de Estado del Gobierno de Néstor Kirchner                                              |                                                                    | |
| Cartera                                                                                            | Titular                                                            | Período |
| Secretaría General de la Presidencia                                                               | Oscar Parrilli                                                     | 25 de mayo de 2003–10 de diciembre de 2007                                                                                         |
| Secretaría de Legal y Técnica                                                                      | Carlos Zannini                                                     | 25 de mayo de 2003–10 de diciembre de 2007                                                                                         |
| Secretaría de Inteligencia del Estado                                                              | Héctor Icazuriaga Sergio Acevedo                                   | 5 de diciembre de 2003–10 de diciembre de 2007 25 de mayo de 2003–5 de diciembre de 2003                                           |
| Secretaría de Turismo                                                                              | Enrique Meyer                                                      | 25 de mayo de 2003 –10 de diciembre de 2007                                                                                        |
| Secretaría de Cultura                                                                              | José Nun Torcuato di Tella                                         | 25 de noviembre de 2004–10 de diciembre de 2007 25 de mayo de 2003–25 de noviembre de 2004                                         |
| Secretaría de Programación para la Prevención de la Drogadicción y la Lucha contra el Narcotráfico | José Granero                                                       | 25 de mayo de 2003–10 de diciembre de 2007                                                                                         |
| Secretaría de Deportes                                                                             | Claudio Morresi                                                    | 25 de mayo de 2003–10 de diciembre de 2007                                                                                         |